# Peter Hübotter

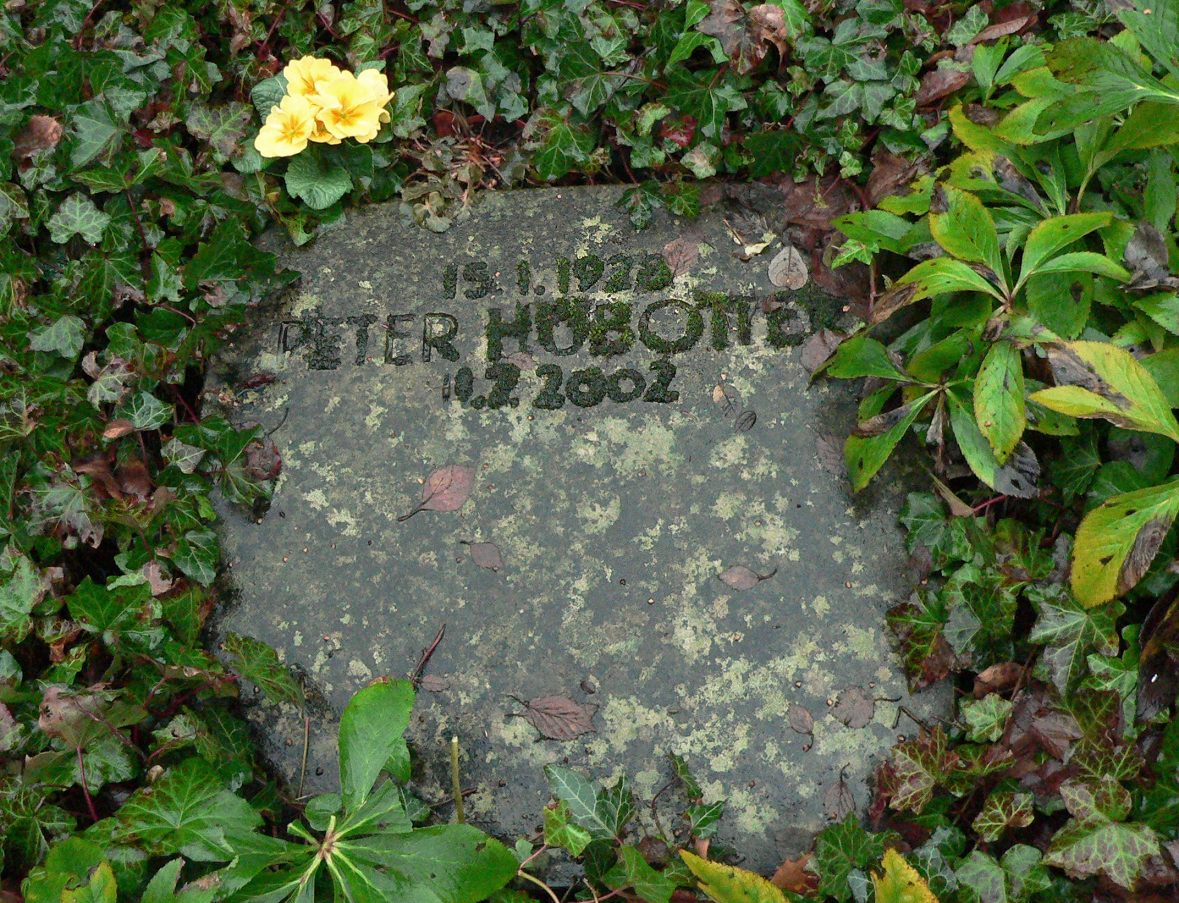
Grabstein auf dem Stadtteilfriedhof Anderten in Hannover

Peter-Joachim Hübotter (* 15. Januar 1928 in Hannover; † 11. Juli 2002 ebenda) war ein deutscher Architekt.

## Familie
Peter war der Sohn des Gartenarchitekten Wilhelm Hübotter, mit dem er in Hannover auch zusammen arbeitete.

## Leben

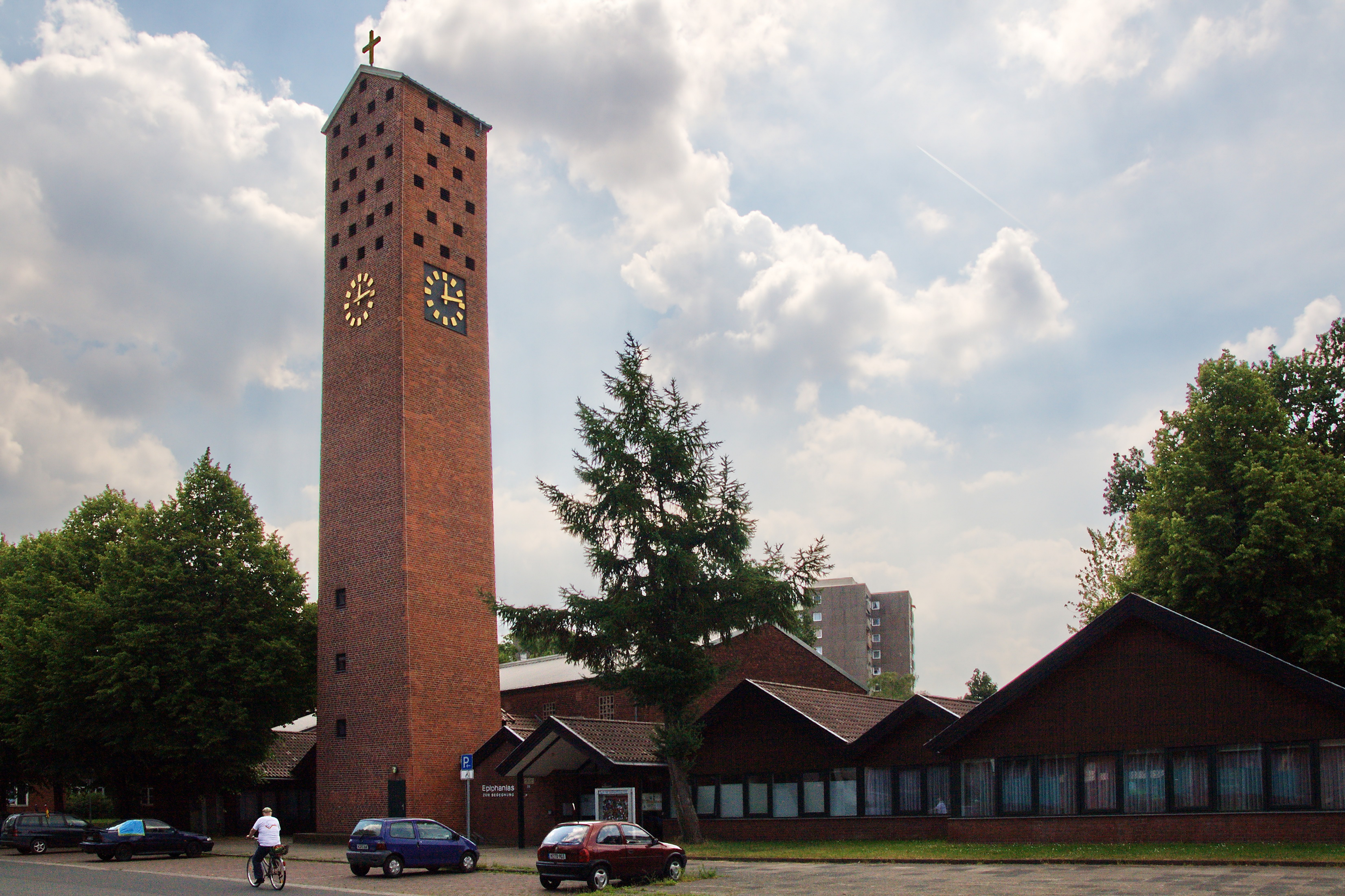
Die Epiphaniaskirche im Sahlkamp von Hannover

Nach einer Lehre als Maurer und Tätigkeit als Assistent von Friedrich Wilhelm Kraemer in Braunschweig und bei Paul Bonatz in Stuttgart gründete er 1949 sein Architekturbüro in Hannover. Mit seinen langjährigen Partnern Fritz Schäfer, Rolf Romero, Bert Ledeboer, Egon Busch, Christian Fahr und seinem Sohn Tobias Hübotter verwirklichte er über 1000 Projekte, darunter 17 evangelische Kirchen (u. a. auf Helgoland, in Minden, Laatzen, Kassel, Bocholt (Apostelkirche), Nienburg, Haßbergen (Marienkirche), Langenhagen, Anderten, Hagen, Northeim, Meinerzhagen und Bergisch Gladbach), Schulen, Rathäuser, Schwimmbäder und Industriebauten. Zahlreiche Bauten stehen inzwischen unter Denkmalschutz. Sein Umbau des Konventhofs in Riga erhielt 1996 den Lettischen Denkmalpreis.
Peter Hübotter war Vorstandsmitglied der Kestnergesellschaft Hannover, Vorsitzender des Heimatbundes Niedersachsen, Beirat im Verein Naturschutzparke e.V., Vorsitzender des Eilenriedebeirats, Präsidiumsmitglied der Deutschen Gartenbaugesellschaft und Mitbegründer der Bürgerstiftung Hannover. 
Peter Hübotter wurde auf dem Stadtteilfriedhof Anderten beigesetzt. Seit seinem Tod wird das Architekturbüro von seinem Sohn Tobias Hübotter gemeinsam mit Gert Stürken und (seit 2017) mit Yuliyana Dimitrova in Hannover weitergeführt.
Sein Bruder war Klaus Hübotter ein Bremer Bauunternehmer und Mäzen.

## Ehrungen
- 1996 wurde Peter Hübotter der lettische Denkmalpreis verliehen.[2]
- 2002 wurde Peter Hübotter das Verdienstkreuz am Bande des Niedersächsischen Verdienstordens verliehen.[1]
- 2006 wurde die Peter-Hübotter-Brücke über den Messeschnellweg in Hannover-Kleefeld nach dem Architekten benannt.[1]

## Werke

### Schriften
- Elke von Radziewsky, Ruth Hübotter (Hrsg.), Peter Hübotter (Illustrationen, posthum): Häuser für Gärtner. Der Architekt Peter Hübotter (= Reihe Gartenkultur), mit einem Essay von Manfred Sack, 1. Auflage, München [i.e.] Ebenhausen bei München; Hamburg: Dölling und Galitz, 2004, ISBN 978-3-935549-95-0 und ISBN 3-935549-95-4